# Школьный (Свердловская область)
Школьный — посёлок в Сысертском районе Свердловской области России. Входит в Сысертский муниципальный округ.

## География
Посёлок Школьный расположен в лесной местности, на левом берегу реки Габиевки. Возле посёлка река образует небольшой пруд. Посёлок находится в 35 километрах к юго-юго-востоку от Екатеринбурга и в 3 километрах на восток от центра города Сысерти. В одном километре к востоку от Школьного проходит Челябинский тракт.

## История
Посёлок был основан в XIX веке и изначально назывался Шевелёвкой по фамилии купца Шевелёва, у которого до революции здесь была кожевенная фабрика. До 1966 года назывался посёлком лесной школы облоно. Черта поселка была установлена 27 декабря 2004 года.

## Население
| 2002 | 2010 | 2021 |
| ---- | ---- | ---- |
| 186  | ↘122 | ↘66  |

## Инфраструктура
В посёлке Школьном находится Сысертская коррекционной школа-интернат. Также здесь работают клуб, фельдшерский пункт и магазин.